# Juanito Mediavilla
Juanito Mediavilla (Burgos, 1950 - Burgos, 7 de octubre de 2022) nombre artístico de Juan López Mediavilla fue un autor de cómics español, conocido por su vertiente de dibujante en el cómic underground y como guionista, junto con Miguel Gallardo, del personaje Makoki.

## Trayectoria profesional
Mediavilla inició su trayectoria haciendo guiones por la editorial Vilmar, posteriormente inició las colaboraciones en publicaciones underground, entre otros, Star, Butifarra!, Rock Comix, Hara Kiri, Rambla, Caníbal y en El Vibora, donde en los años ochenta escribió guiones para la serie Makoki, con dibujos de Miguel Gallardo. Se considera que gracias a su habilidad para parar la oreja en la calle, los guiones de Makoki tenían un lenguaje muy fidedigno al que hablaba el lumpen de Barcelona.
En El Víbora publicó los personajes El Niñato y Juan Jaravaca, y junto a Gallardo, el Buitre Buitraker.

## Álbumes

### Con Miguel Gallardo
- Makoki, Laertes, 1979; Complot, 1990.
- La juventú de Makoki, Laertes, 1982.
- Fuga en La Modelo, La Cúpula, 1981.
- El Niñato, La Cúpula, 1983.
- Chuchita y Marilyn, Alterne de Postín, La Cúpula, 1984.
- Makoki en Niu Yors, Laertes, 1985.
- Buitre Buitaker: No hay color, La Cúpula, 1985.
- Historias del tío Emo, La Cúpula, 1986.
- OTAN sí, OTAN no, La Cúpula, 1986.
- Los sueños del Niñato, La Cúpula, 1986.
- Yonquis del espacio, La Cúpula, 1989.
- Makoki Integral, Glénat, 2002.
- Todo Makoki, DeBolsillo, 2012.[7]

### En solitario
- Juan Jaravaca, La Cúpula, 2021.[8]